# Pidhorodne (Ternopil)
Pidhorodne (ukrainisch Підгородне; russisch Подгородное Podgorodnoje, polnisch Janówka) ist ein Dorf im Rajon Ternopil der Oblast Ternopil im Westen der Ukraine mit etwa 1500 Einwohnern.
Der Ort liegt etwa 5 Kilometer westlich der Oblast- und Rajonshauptstadt Ternopil am Flüsschen Dowschanka (Довжанка).
Das Dorf wurde 1561 zum ersten Mal schriftlich erwähnt, lag zunächst in der Adelsrepublik Polen-Litauen, Woiwodschaft Ruthenien und kam 1772 als Janówka zum damaligen österreichischen Kronland Galizien. Zwischen 1810 und 1815 war es kurzzeitig innerhalb des Tarnopoler Kreises ein Teil des Russischen Kaiserreiches.
Nach dem Ende des Ersten Weltkrieges kam der Ort als Janówka zur Polnischen Republik (in die Woiwodschaft Tarnopol, Powiat Tarnopol), wurde im Zweiten Weltkrieg 1939 bis 1941 von der Sowjetunion und dann bis 1944 von Deutschland besetzt und hier in den Distrikt Galizien eingegliedert.
Nach dem Ende des Krieges wurde der Ort der Sowjetunion zugeschlagen. Dort kam der Ort zur Ukrainischen SSR und ist seit 1991 ein Teil der heutigen Ukraine. Am 7. März 1946 wurde er von bisher Janiwka (Янівка) in Iwaniwka (Іванівка) umbenannt, in den 1960er Jahren dann auf seinen heutigen Namen.

## Gemeinde
Am 9. Oktober 2018 wurde das Dorf zum Zentrum der neugegründeten Landgemeinde Pidhorodne (Підгороднянська сільська громада Pidhorodnjanska silska hromada). Zu dieser zählten noch die 5 Dörfer Dowschanka, Domamorytsch, Drahaniwka, Sabojky und Potschapynzi, bis dahin bildete es die Landratsgemeinde Pidhorodne (Підгороднянська сільська рада/Pidhorodnjanska silska rada) im Nordosten des Rajons Ternopil.
Am 12. Juni 2020 kam noch das Dorf Welykyj Chodatschkiw aus dem Rajon Kosowa zum Gemeindegebiet.
Folgende Orte sind neben dem Hauptort Pidhorodne Teil der Gemeinde:
| Name                     | Name             | Name                                   | Name              | Name |
| ukrainisch transkribiert | ukrainisch       | russisch                               | polnisch          |      |
| ------------------------ | ---------------- | -------------------------------------- | ----------------- | ---- |
| Domamorytsch             | Домаморич        | Домаморич (Domamoritsch)               | Domamorycz        |      |
| Dowschanka               | Довжанка         | Должанка (Dolschanka)                  | Dołżanka          |      |
| Drahaniwka               | Драганівка       | Драгановка (Draganowka)                | Draganówka        |      |
| Potschapynzi             | Почапинці        | Почапинцы (Potschapinzy)               | Poczapińce        |      |
| Sabojky                  | Забойки          | Забойки (Saboiki)                      | Zabojki           |      |
| Welykyj Chodatschkiw     | Великий Ходачків | Великий Ходачков (Weliki Chodatschkow) | Chodaczków Wielki |      |